# 24 Jours
Pour plus de détails, voir Fiche technique et Distribution.
24 Jours, la vérité sur l'affaire Ilan Halimi est un film français d'Alexandre Arcady sorti en 2014. Il revient sur l'affaire du gang des barbares de janvier 2006.

## Synopsis
Le 20 janvier 2006, après le dîner de chabbat, Ilan décide, contre l'avis de sa mère, de sortir faire la fête. En partant, il embrasse sa mère pour la réconforter. Ruth Halimi ne reverra jamais son fils.

## Fiche technique
- Titre original : 24 Jours, la vérité sur l'affaire Ilan Halimi
- Réalisation : Alexandre Arcady
  - Assistanat : William Van de Walle
- Scénario : Alexandre Arcady, d'après 24 Jours : La Vérité sur la mort d'Ilan Halimi de Ruth Halimi et Émilie Frèche[1].
- Musique : Armand Amar
- Photographie : Gilles Henry
- Production : Alexandre Arcady
- Sociétés de production : Alexandre Films et New Light Films
- Genre : policier, drame
- Durée : 110 minutes
- Pays d'origine :  France
- Langue originale : français
- Dates de sortie : 
  - France : 30 avril 2014

## Distribution
- Zabou Breitman : Ruth Halimi
- Pascal Elbé : Didier Halimi
- Jacques Gamblin : Commissaire Delcour
- Sylvie Testud : Brigitte Farell
- Syrus Shahidi : Ilan Halimi
- Alka Balbir : Yaël Halimi
- Éric Caravaca : Lieutenant Fernandez
- Audrey Giacomini : Mony
- Pauline Cheviller : Anne-Laure Halimi
- Olivier Sitruk : Raphy
- Kevin Elarbi : Karim
- Tony Harrisson : Youssouf Fofana
- Olivier Barthélémy : Jérôme Ribeiro
- Matthieu Boujenah : Johan
- Pierre Abbou : Lieutenant Dussault
- Emilie Caen : Lieutenant Barsac
- Marc Robert : Capitaine Garcin
- Sophie Tapie : Lieutenant Vogel
- Alexis Michalik : Lieutenant Joubert
- Oudesh Rughooputh : Le gérant du cybercafé
- Donia Eden : Emma
- Philippe Hadjez : Lieutenant Menault
- Marc-Olivier Fogiel[2]
- Emmanuelle Bach : La juge d'instruction
- Calvynn Wild : Zigo
- Frédérick Sully : Commissaire 93
- Victor Dadoun : L'enquêteur aux écoutes téléphoniques
- Romain Guillaume : L'enquêteur analyses vocales
- Hélie Chomiac : Lieutenant de police
- Mona Walravens : Léa
- Marc Samuel : Rabbin Zini

## Production

### Tournage
Le tournage débute en septembre 2013 et s'achève courant octobre 2013.
L'équipe du film est la toute première de l'histoire à avoir pu tourner quelques scènes dans les locaux du célèbre 36, quai des Orfèvres. Le film a bénéficié de l'accord du préfet Bernard Boucault ainsi que de la volonté de la préfecture de police de Paris de faire découvrir le patrimoine de l’État.
La sortie du film — qui n'attire que 54 800 spectateurs du mercredi au samedi — est une déception pour le réalisateur Alexandre Arcady. Classé 16e au box office, il n'a pas semblé « avoir trouvé son public, en dépit d'une forte médiatisation, marquée notamment par [une] polémique déclenchée par le cinéaste à la suite de son face-à-face, coupé au montage, avec Aymeric Caron dans On n'est pas couché sur France 2. » « 24 Jours a peut-être également pâti de la concurrence de l'un des blockbusters les plus attendus de la saison, The Amazing Spider-Man 2, », explique Jérome Vermelin, de Metronews.

## Bande originale
Sauf indication contraire ou complémentaire, les informations mentionnées dans cette section proviennent du générique de fin de l'œuvre audiovisuelle présentée ici.
- L'Annonce d'Hugo Gonzalez-Pioli.

## Accueil

### Accueil critique
Sur Metacritic, le film obtient une note moyenne de 59⁄100 pour 9 critiques.
En France, le site Allociné propose une note moyenne de 3,1⁄5 à partir de l'interprétation de critiques provenant de 19 titres de presse.
En dépit d'un soutien institutionnel très positif (le film est projeté à l'Élysée en présence de François Hollande), la presse est globalement très critique vis-à-vis de la réalisation. Libération dénonce ainsi l'incapacité d'Alexandre Arcady « de se défaire des tics du cinéma d’action le plus banal ».
Le Figaro regrette une « mise en scène trop théâtrale » avec « des effets de caméra qui [la] surchargent », une Zabou Breitman qui soit surjoue la douleur ou tombe dans l'abattement. Pour Studio Ciné Live, le parti pris du réalisateur « oriente le film dans le sentimentalisme quand la force et l'horreur du propos suffisaient largement à la démonstration ».

### Box office
Malgré la promotion et les polémiques qui ont entouré sa sortie, le film fait un flop.